# Софиевка (Ростовская область)
Софи́евка — хутор в Неклиновском районе Ростовской области.
Входит в состав Новобессергеневского сельского поселения.

## Население
| 2010 |
| ---- |
| 115  |

## Улицы
- пер. Молодёжный,
- ул. Центральная.